# DJ BoBo
DJ BoBo, właśc. Peter René Cipiriano Baumann (ur. 5 stycznia 1968 w Kölliken) – szwajcarski DJ, piosenkarz, producent muzyczny, tancerz i kompozytor. Uchodzi za jedną z ikon muzyki eurodance lat 90. XX wieku. Najlepiej sprzedający się artysta pochodzący ze Szwajcarii.
Największą popularność przyniosły mu płyty: There Is a Party (1994), World in Motion (1996) i Magic (1998) oraz składanka przebojów Chihuahua – The Album (2003). Wylansował liczne przeboje, takie jak „There Is a Party”, „Let the Dream Come True”, „Freedom”, „Pray”, „Respect Yourself”, „Where Is Your Love”, „I Believe” czy „Chihuahua”.
Współpracuje z wytwórniami Eams Musicverlag, Fresh Roba Music, Snake’s Music i ZYX Music.

## Życiorys
Urodził się w Kölliken, w kantonie Argowia w Szwajcarii. Jego matka była Szwajcarką, a ojciec był Włochem. Od wczesnych lat dziecięcych interesował się tańcem, głównie breakdance i electro boogie. Początkowo chciał zostać piekarzem lub cukiernikiem. 
W 1985 wygrał organizowane w Szwajcarii lokalne zawody DJ-ów. Dzięki swojemu akrobatycznemu stylowi tańca, znalazł się w pierwszej dziesiątce niemieckich zawodów Disco Kings i wygrał mistrzostwa w Szwajcarii. Pracował w dyskotece Don Paco w Zurychu, a następnie w Lucernie. Pod koniec 1989 został wydany jego pierwszy singel „I Love You”, który promowany był w szwajcarskich klubach. W 1992 z piosenką „Somebody Dance with Me” znalazł się na szczytach list przebojów w Szwajcarii, a w listopadzie 1992 podbił europejskie dyskoteki i wylądował na niemieckich listach przebojów. W 1993 otrzymał Nagrodę MTV Music za singel „Somebody Dance with Me” promujący debiutancką płytę Dance with Me, która w Szwajcarii pokryła się platyną.

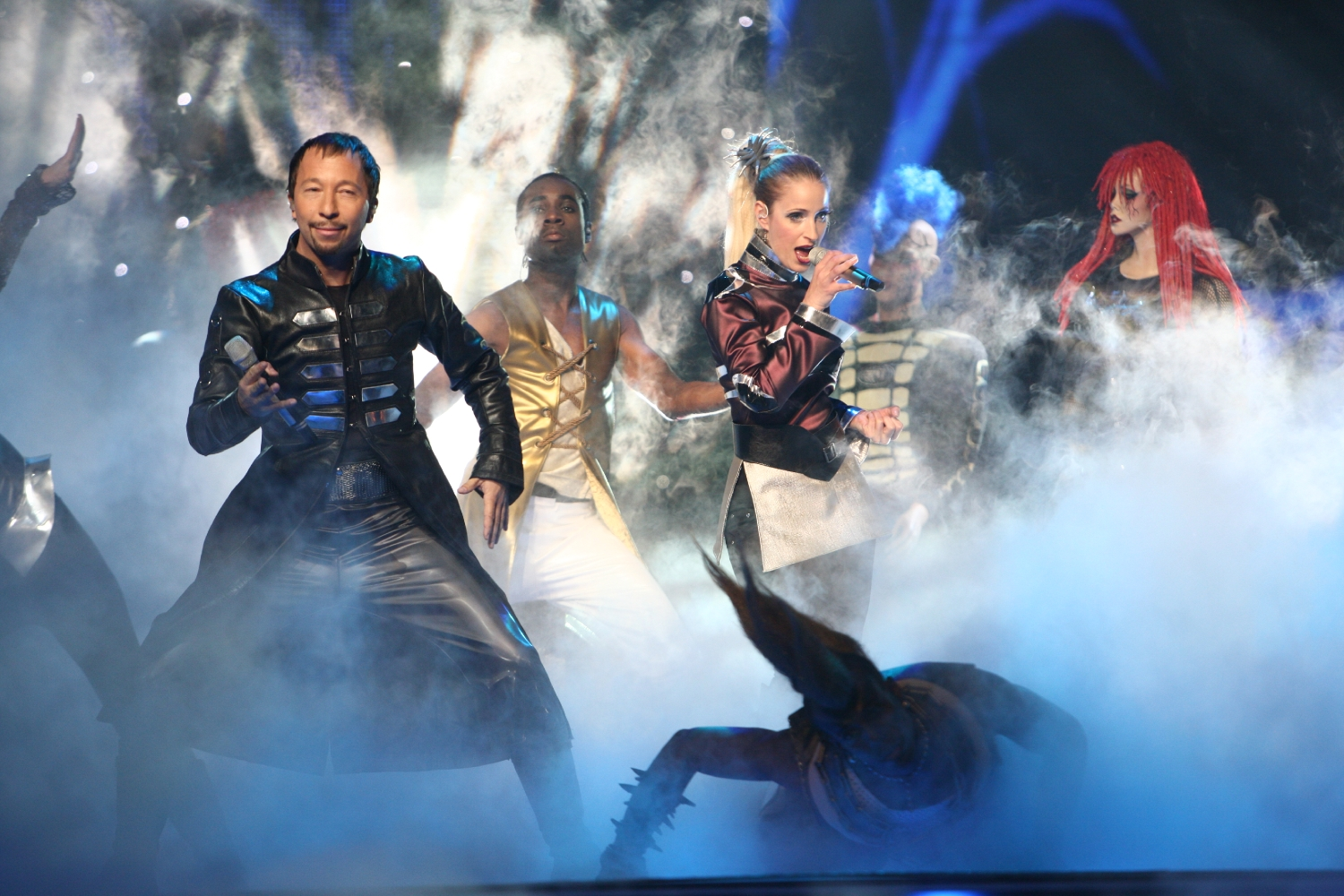
DJ Bobo podczas 52. Konkursu Piosenki Eurowizji (2007)

W 2007, reprezentując Szwajcarię z utworem „Vampires Are Alive”, zajął 20. miejsce w półfinale 52. Konkursu Piosenki Eurowizji w Helsinkach.

## Życie prywatne
W latach 1989–1994 był żonaty z Danielą. 9 sierpnia 2001 poślubił Nancy Rentzsch. Mają dwoje dzieci: syna Jamiro René (ur. 8 października 2002) i córkę Kayley Nancy (ur. 29 września 2006). Mieszkają w Kastanienbaum w Szwajcarii.

## Dyskografia

### Albumy studyjne
- Dance with Me (1993)
- There Is a Party (1994)
- World in Motion (1996) – złota płyta w Polsce[11]
- Magic (1998)
- Level 6 (1999)
- Planet Colours (2000)
- Chihuahua – The Album (2003)
- Visions (2003)
- Pirates of Dance (2005)
- Vampires (2007)
- Fantasy (2010)
- Dancing Las Vegas (2011)
- Circus (2014)
- Mystorial (2016)
- Kaleidoluna (2018)
- Evolut3on (2022)

### Single
- 1990 – „I Love You”
- 1991 – „Let’s Groove On”
- 1991 – „Ladies in the House”
- 1993 – „Somebody Dance With Me”
- 1993 – „Keep On Dancing”
- 1993 – „Take Control”
- 1994 – „Everybody”
- 1994 – „Let The Dream Come True”
- 1995 – „Love Is All Around”
- 1995 – „There Is a Party”
- 1995 – „Freedom”
- 1996 – „Love Is The Price”
- 1996 – „Pray”
- 1997 – „Respect Yourself”
- 1997 – „It’s My Life”
- 1997 – „Shadows of the Night”
- 1998 – „Where Is Your Love”
- 1998 – „Around the World”
- 1998 – „Celebrate”
- 1999 – „Together”
- 1999 – „Lies”
- 2001 – „What a Feeling”
- 2001 – „Hard to Say I’m Sorry”
- 2001 – „The Way to Your Heart”
- 2001 – „Colours of Life”
- 2003 – „Chihuahua”
- 2002 – „Celebration”
- 2003 – „I Believe”
- 2005 – „Pirates of Dance”
- 2005 – „Amazing Life”
- 2006 – „Secrets of Love” (z Sandrą)
- 2007 – „Vampires Are Alive”
- 2007 – „We Gotta Hold On”
- 2007 – „Because of You”
- 2008 – „Olé Olé” (oficjalny hymn Euro 2008)
- 2010 – „Superstar”
- 2010 – „This Is Your Time”
- 2011 – „Volare”
- 2011 – „Everybody’s Gonna Dance”
- 2012 – „La vida es (una flor)”
- 2013 – „Somebody Dance With Me (Remix)”
- 2014 – „Good Life”
- 2016 – „Believe”
- 2016 – „Life Goes On"
- 2016 – „Get On Up"
- 2018  – „Yaa Yee"